# Смоленское сражение (1812)
Смоленское сражение 1812 года — оборонительное сражение объединённой русской армии под командованием Михаила Барклая-де-Толли с армией Наполеона за Смоленск, произошедшее 4 [16] августа—6 [18] августа 1812. После двухдневного сражения Смоленск был оставлен, и русские войска были вынуждены начать отход к Москве.

## Стратегическая ситуация
После соединения 3 августа под Смоленском 2-й Западной армии Багратиона с основной 1-й Западной армией главнокомандующего Барклая-де-Толли на театре военных действий наступило затишье. Багратион добровольно подчинился в интересах дела командующему более крупной армией и военному министру России Барклаю-де-Толли, но фактически царило двуначалие.
Император Наполеон сделал остановку в Витебске для того, чтобы подтянуть тылы и привести в порядок измотанные быстрым наступлением части. Для лучшего фуражирования и обеспечения продовольствием армии Наполеон был вынужден разбросать свои войска на достаточно большом пространстве.
С другой стороны, русские войска после соединения сил также получили передышку. В глазах большинства офицеров объединённой армии следовало прекратить отступление и действовать наступательно. К такой мысли подталкивало разбросанное положение войск Наполеона. В Витебске находился сам Наполеон с гвардией и дивизией 1-го корпуса, в Сураже — 4-й корпус вице-короля Италии Богарне, в Половичах — 2 дивизии 1-го корпуса, в Лиозно — 3-й корпус маршала Нея, в Рудне — 3 кавалерийских корпуса маршала Мюрата, в Орше — 8-й корпус генерала Жюно, около деревни Расасня — остальные силы 1-го корпуса маршала Даву, в Могилёве — 5-й корпус польского генерала Понятовского.
Главнокомандующий Барклай-де-Толли был сторонником дальнейшего отступления, но под общим давлением генералитета и, не имея более в оправдание этого разделения армии, отдал приказ о наступлении на кавалерийские корпуса Мюрата, расположенные по сведениям разведки в Рудне — маленьком городке в 68 км к западу от Смоленска.
План наступления против значительно превосходящей французской армии не всеми в армии воспринимался однозначно. Клаузевиц, лично наблюдавший описываемые события как офицер русской армии, трезво оценивал шансы на успех:

«Хотя это наступление русских едва ли привело бы к действительной их победе, то есть к такому сражению, в результате которого французы были бы вынуждены, по меньшей мере, отказаться от дальнейшего продвижения или даже отойти на значительное расстояние, но всё же оно могло развиться в отчаянную схватку…
Всё предприятие в целом дало бы в конечном результате несколько блестящих стычек, значительное число пленных и, быть может, захват нескольких орудий; неприятель был бы отброшен на несколько переходов, и, что важнее всего, русская армия выиграла бы в моральном отношении, а французская — проиграла бы. Но добившись всех этих плюсов, всё же, несомненно, пришлось бы или принять сражение со всей французской армией, или продолжить своё отступление».

## Наступление русских войск на Рудню

Положение войск в начале августа, накануне Смоленского сражения

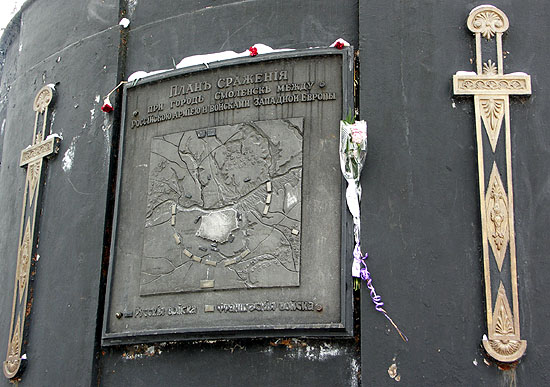
План битвы на Памятнике защитникам Смоленска (1841)

8 августа началось движение главных сил русской армии от Смоленска на Рудню. Предполагалось обнаружить там центр французской позиции. В случае успешного исхода дела было запланировано развить успех и обрушиться на левый фланг французов, расположенный в Сураже (корпус Богарне) и имеющий передовые посты в Велиже и в Поречье.
Для прикрытия на случай неожиданного движения французов с их правого фланга в Красном (в 45 км к юго-западу от Смоленска) был оставлен отряд генерал-майора Оленина, которому в подкрепление направлялись свежеукомплектованная 27-я пехотная дивизия Неверовского и Харьковский драгунский полк. К северу от Смоленска, в районе Велижа и Поречья действовал специально сформированный летучий отряд барона Винценгероде.
В расстоянии небольшого перехода от Рудни войска были остановлены на отдых. На ближних подступах к Рудне казаки генерала Платова столкнулись с сильным французским отрядом и опрокинули его, вселяя надежду на успех всего дела. Отовсюду приходили известия об опрокинутых французских пикетах. Затем пришла новость об отражении французами казачьего набега на Поречье (к северу от Смоленска). Это известие сильно обеспокоило Барклая-де-Толли. Не имея надёжных сведений о расположении французских корпусов, он остановил продвижение к Рудне и перевёл всю 1-ю армию на пореченскую дорогу. Там Барклай-де-Толли простоял ещё 4 дня. Если бы Наполеон имел в Поречье сильные войска, то они могли бы отрезать 1-й армии дорогу к отступлению. Выяснив, что слухи о сосредоточении французов в Поречье оказались ложными, Барклай всё-таки решился на дальнейшее продвижение к Рудне 13—14 августа.
Вскоре передовые казачьи разъезды сообщили, что французы оставили Поречье, Рудню и Велиж. Более того, местные жители сообщили, что французы 14 августа переправились на левый берег Днепра возле Расасни (географически в этом месте левый берег соответствует югу), то есть основную русскую армию и французов разделял теперь Днепр. Удар русских оказался направлен в пустоту.
Современники крайне резко отзывались об осторожной медлительности главнокомандующего Барклая-де-Толли, упустившего шанс нанести французам хотя бы частичное поражение. Авторитет Барклая-де-Толли в войсках сильно пошатнулся, усилился его разлад с Багратионом.

## Маневр Наполеона
Из перехваченного личного письма одного из русских офицеров Наполеон узнал о готовившемся наступлении, и поэтому заранее составил план ответных действий. План предусматривал объединение разрозненных корпусов, переправу всех сил через Днепр и захват Смоленска с южного направления. В районе Смоленска Наполеон мог либо переправиться снова на правый берег, и перерезать русским дорогу на Москву, либо втянуть русскую армию в генеральное сражение, если Барклай-де-Толли решит защищать город. Из Смоленска Наполеон мог также перерезать дорогу на Москву перед Дорогобужем, совершив обходный манёвр без переправы через Днепр.
Бой при Молевом Болоте рассматривался Наполеоном как предвестник немедленной атаки русских. Обеспокоенный, он развернул свою армию в оборонительную позицию вокруг III корпуса. К 10 августа медлительность операций Барклая убедила Наполеона в том, что угроза миновала. Он продолжил свой манёвр. Развертывание Наполеона оставалось скрытым от русских из-за плотного кавалерийского заслона из корпусов под командованием генералов Эммануэля де Груши, Этьена де Нансути и Луи-Пьера Монбрена. В ночь с 13 на 14 августа французские инженеры под командованием генерала Жана Батиста Эбле возвели четыре понтонных моста через Днепр возле Расасни, и к рассвету 175-тысячная Великая армия быстро продвигалась к Смоленску.
По мнению Клаузевица, Наполеон совершил здесь крупнейшую ошибку в «Русском походе 1812 года»: он мог двинуться всей армией, которая в полтора раза превышала силы русских, на Смоленск прямой дорогой со стороны Витебска, не переправляясь через Днепр. Французская армия, находясь на правом берегу Днепра, гораздо сильнее угрожала Московской дороге, чем при переходе её на левый берег, где Смоленск (на левом берегу) и река на известном участке прикрывают эту дорогу. Смоленск мог быть взят практически без боя.
Основной целью Наполеона было создать условия для генерального сражения. Все предыдущие манёвры приводили лишь к отходу русской армии на восток, что в общем ухудшало стратегическое положение Наполеона, растягивавшего свои коммуникации. Возможно, именно «нерешительность» Барклая-де-Толли, за которую он подвергся чуть ли не травле современников, спасла русскую армию. Если бы русские увлеклись наступлением на Рудню и дальше, разбивая мелкие французские отряды, у них в тылу оказалась бы вся французская армия.

Из мемуаров Наполеона:

Упрекают меня, что я не маневрировал в 1812 году: я сделал под Смоленском тот же манёвр, как и под Регенсбургом, обошёл левое крыло русской армии, переправился чрез Днепр и устремился на Смоленск, куда прибыл 24 часами прежде неприятеля… Если б мы застали Смоленск врасплох, то, перешедши Днепр, атаковали бы в тыл русскую армию и отбросили её на север.

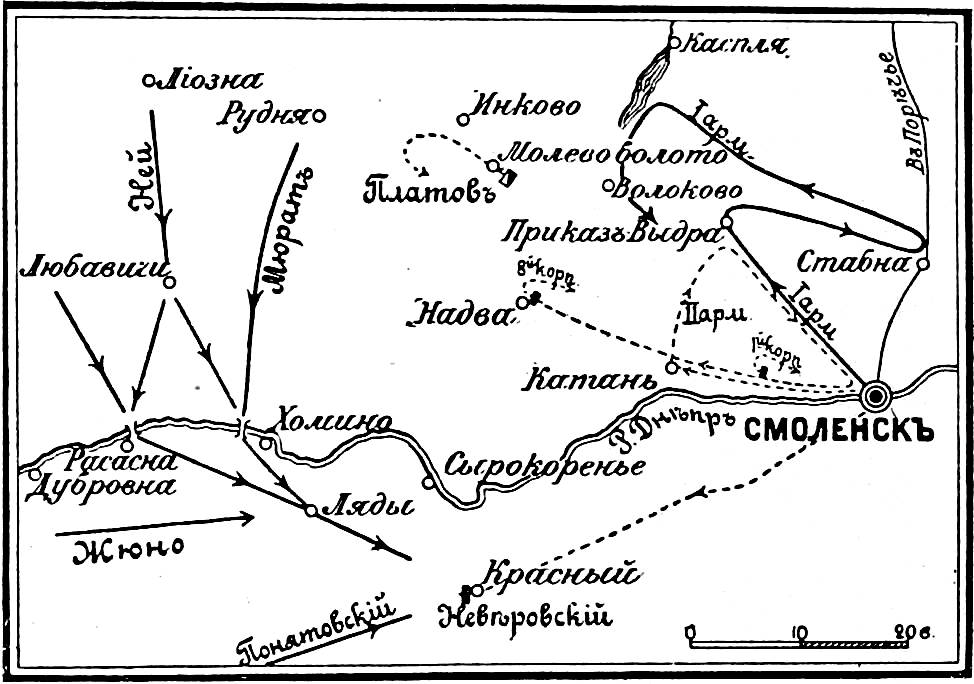
Схема боя под Красным
(рисунок из статьи «Красный»
«Военная энциклопедия Сытина»)

Примерно в 14:30 14 августа 27-я дивизия генерал-майора Неверовского численностью 5 500–7 200 пехотинцев, 1 500 кавалеристов и 10–14 орудий была атакована у Красного 15 000 французов под командованием Мюрата и маршала Мишеля Нея. Неспособность Мюрата и Нея координировать свои пехотно-кавалерийские операции позволила русским уйти ценой 1500–2300 человек и семи орудий. В бою при Красном у французов было несколько отличных шансов уничтожить русских, но они не смогли этого сделать. Неверовский отступил в направлении Смоленска. Неспособность французов захватить город на ходу привела к катастрофической задержке их операций. 

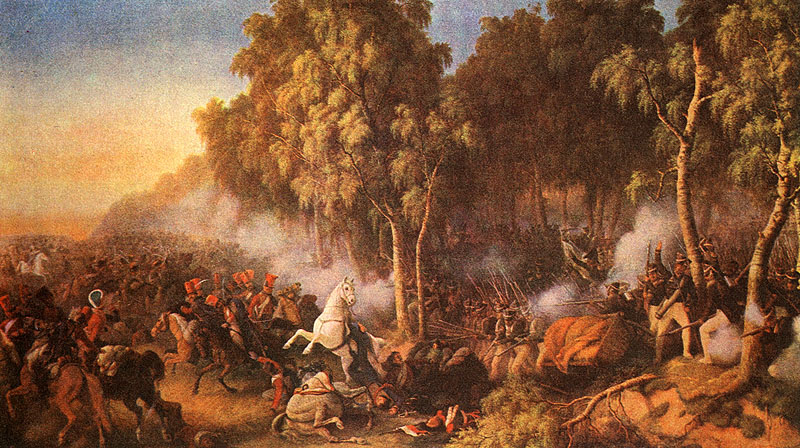
Подвиг генерала Неверовского под Красным (художник Петер Гесс).

## Накануне сражения

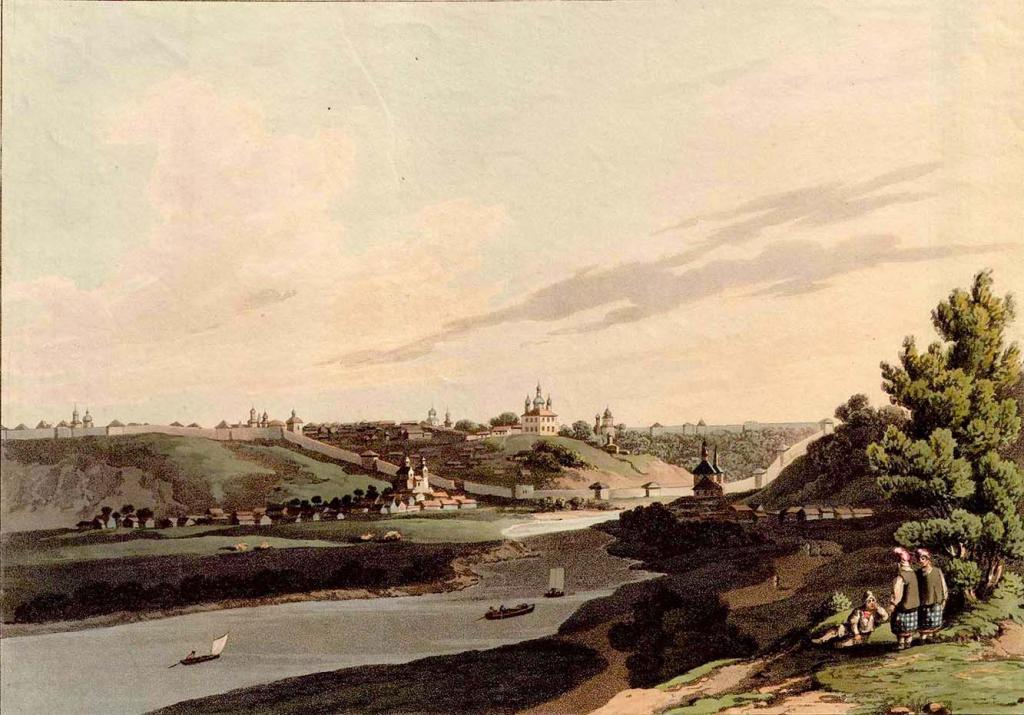
Вид на Смоленск в 1814 году с правого берега Днепра

Во время боя под Красным русская армия совершала ряд запутанных манёвров на рудненской и пореченской дорогах. 7-й корпус генерал-лейтенанта Раевского находился в Смоленске и должен был выступить, однако из-за задержки 2-й гренадерской дивизии принца Карла Мекленбургского, выступил только в 8 вечера, и успел, к счастью, пройти всего 15 километров.

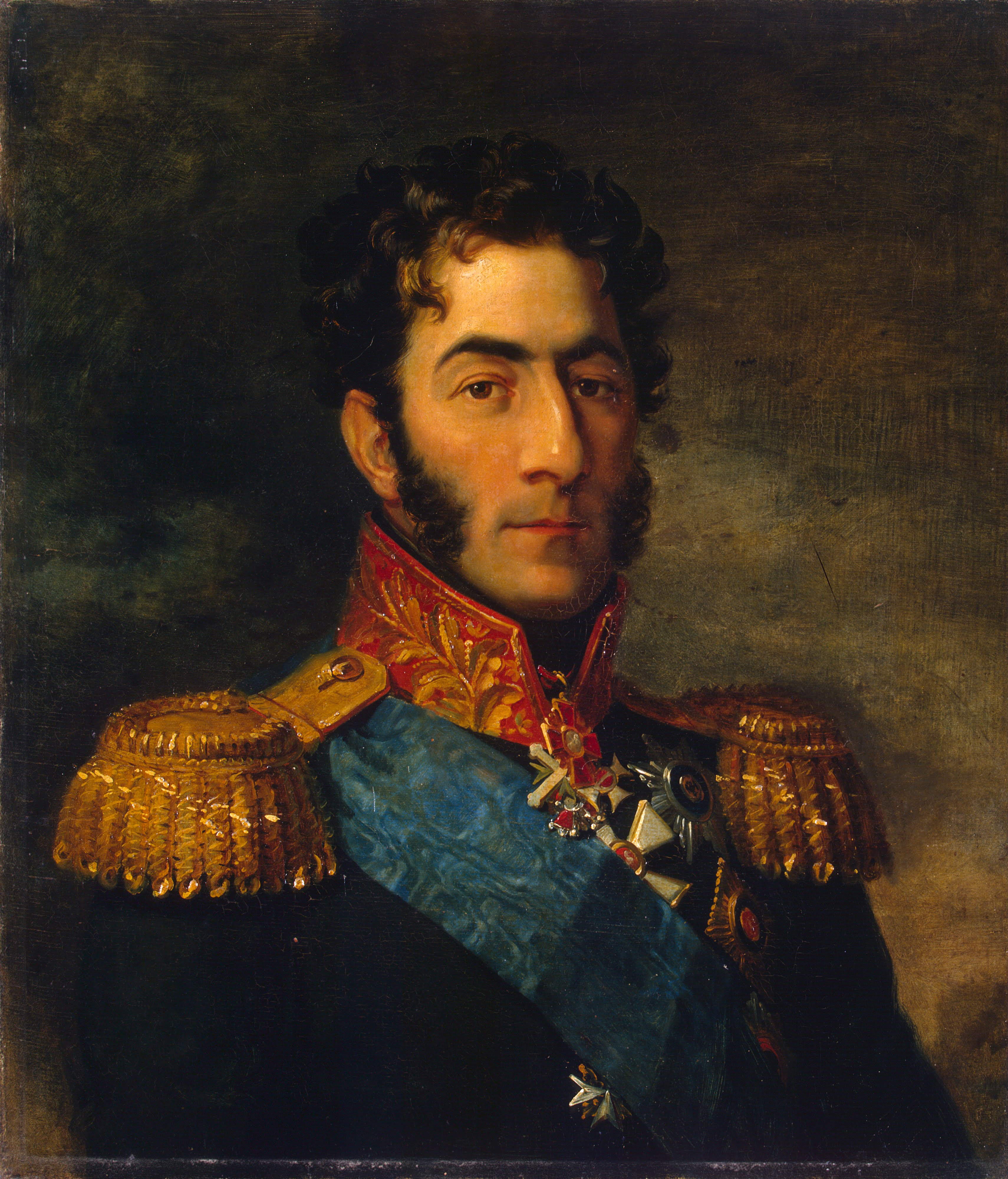
Генерал Пётр Багратион

На следующий день, 15 августа, Багратион получил доклад от Неверовского о произошедшем накануне бое и, оценив обстановку, начал разворачивать войска на Смоленск. Раевскому было приказано отправиться на поддержку Неверовского. Раевский миновал Смоленск, присоединил оставшихся солдат Неверовского и занял позицию в 6 километрах от города по дороге на Красный. Однако перед лицом всей французской армии было решено отступить в Смоленск, имевший хоть какие-то укрепления.
В ночь с 15 на 16 августа Раевский с 15 тысячами солдат занял предместья Смоленска. Из госпиталей было взято в боевые порядки несколько сотен выздоравливающих и легкораненых. Основные силы Барклая-де-Толли и Багратиона находились в 30—40 км от города, и могли оказать поддержку лишь на следующий день.
Основная часть Смоленска с 15-тысячным населением располагался на склоне левого (южного) берега Днепра, на правом берегу находилось только Петербургское предместье. Ещё при царе Борисе Годунове город был окружён крепостной стеной из красного кирпича высотой 13—19 м и толщиной 5—6 м, с несколькими проломами и 3-мя воротами. Имелись также полуразрушенные земляные укрепления бастионного типа. Предместья из деревянных построек опоясывали город с юга полукольцом от Днепра до Днепра. Однако ни стены, ни укрепления не имели необходимых фортификационных сооружений для размещения артиллерии, поэтому оборонительные бои произошли преимущественно в предместьях.

## Ход сражения

### Действия 16 августа

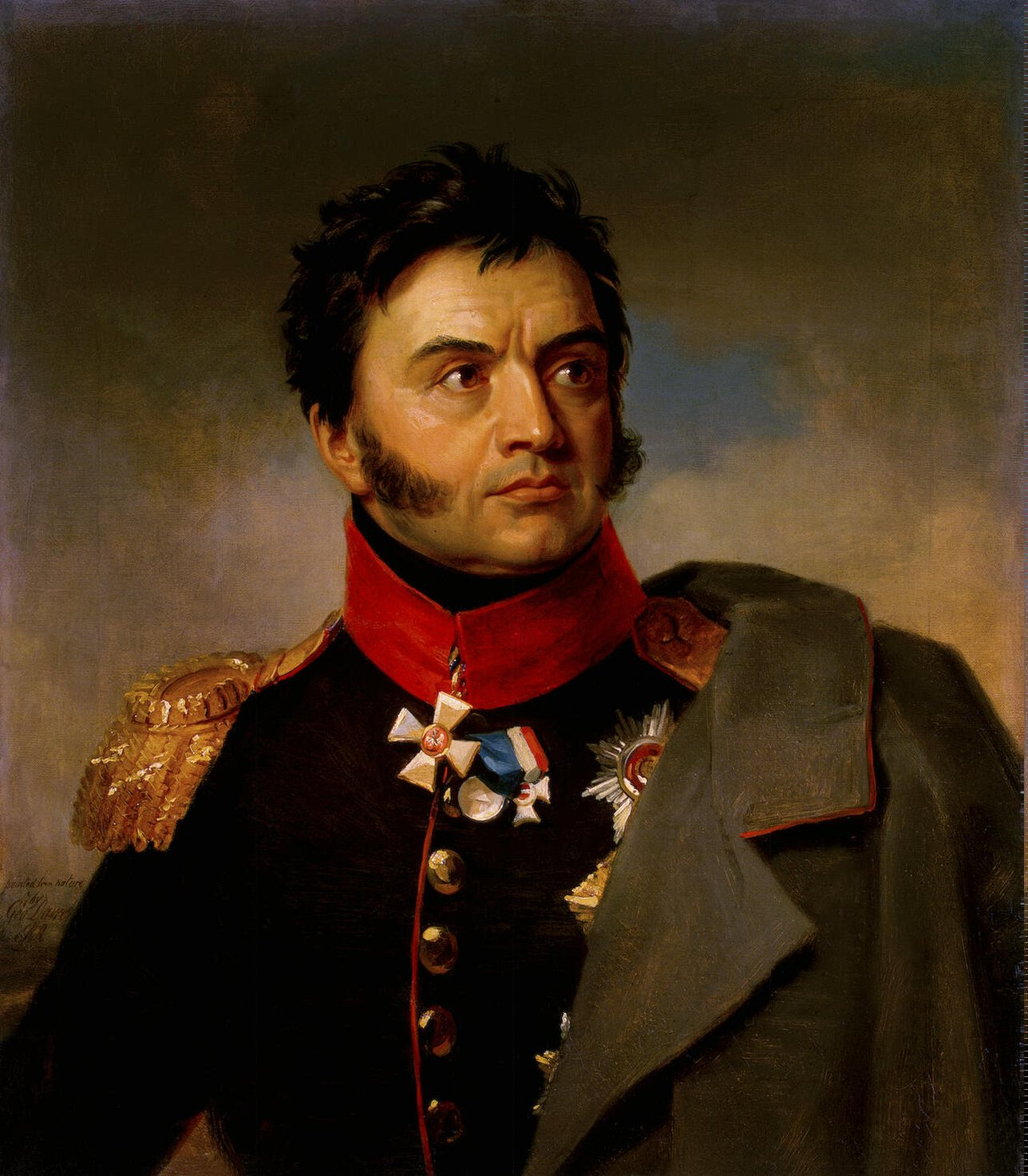
Генерал Раевский.
Джордж Доу. Военная галерея Зимнего Дворца, Государственный Эрмитаж (Санкт-Петербург)

Утром 16 августа, в 8 часов, со стороны Красного показались 3 колонны французов под командованием маршала Нея. Как пишет в мемуарах французский генерал Сегюр: «Вид Смоленска воспламенил пылкий энтузиазм маршала Нея, не без основания на ум приходили чудеса войны с Пруссией, когда целые крепости падали перед саблями нашей кавалерии».
Французы, полагая, что в городе стоит только потрёпанная дивизия Неверовского, с ходу попытались атаковать Смоленск, но откатились, потеряв целый батальон. Основной удар пришёлся на Красненское предместье и королевский бастион (пятиугольное насыпное укрепление, построенное ещё польским королём Сигизмундом III в юго-западном углу), которые защищала 26-я дивизия Паскевича. К полудню появилась вся армия Наполеона и начался штурм города. Мощному артиллерийскому обстрелу подвергались в основном старые стены крепости, так что русские войска, расположенные в основном в предместьях и во рву, окружающем город, на этом этапе не понесли больших потерь от артиллерии.
К 4 часам дня к Смоленску подтянулся 13-й армейский корпус маршала Даву, который не раз сражался с генералом Раевским. Атак на Смоленск в этот день больше не производилось, кроме беспокоящего ружейного и пушечного обстрела. Наполеон готовил войска к генеральному сражению в поле перед городом.
Около 5 часов дня на противоположном (правом) берегу Днепра показались части 2-й армии Багратиона. Ближе к вечеру Раевский получил подкрепления в виде 2-й кирасирской (генерала И. М. Дуки) и 2-й гренадерской (принца Карла Мекленбургского) дивизий. К вечеру прибыл к Смоленску и Барклай-де-Толли с войсками.
Благодаря случайной задержке корпуса Раевского и мужеству солдат Неверовского, первый день сражения стал русской победой.
Позиция для генерального сражения в районе Смоленска была невыгодна для русской стороны. Имея значительно превосходящие силы, Наполеон мог обойти русскую армию с востока, вынудив её отступать по неподготовленной дороге на север, или вступить с меньшими силами в сражение с предсказуемым результатом. Вечером Барклай-де-Толли, опасаясь быть отрезанным от Московской дороги, решил отправить армию Багратиона к Валутину для защиты путей отхода. С оставшимися 75 тысячами войск Барклай-де-Толли мог наблюдать за развитием событий с правого берега Днепра, стратегически ничем не рискуя.
Сражение за Смоленск по замыслу Барклая-де-Толли превратилось в арьергардный бой с целью задержать противника и нанести ему как можно больший урон.

### Действия 17 августа

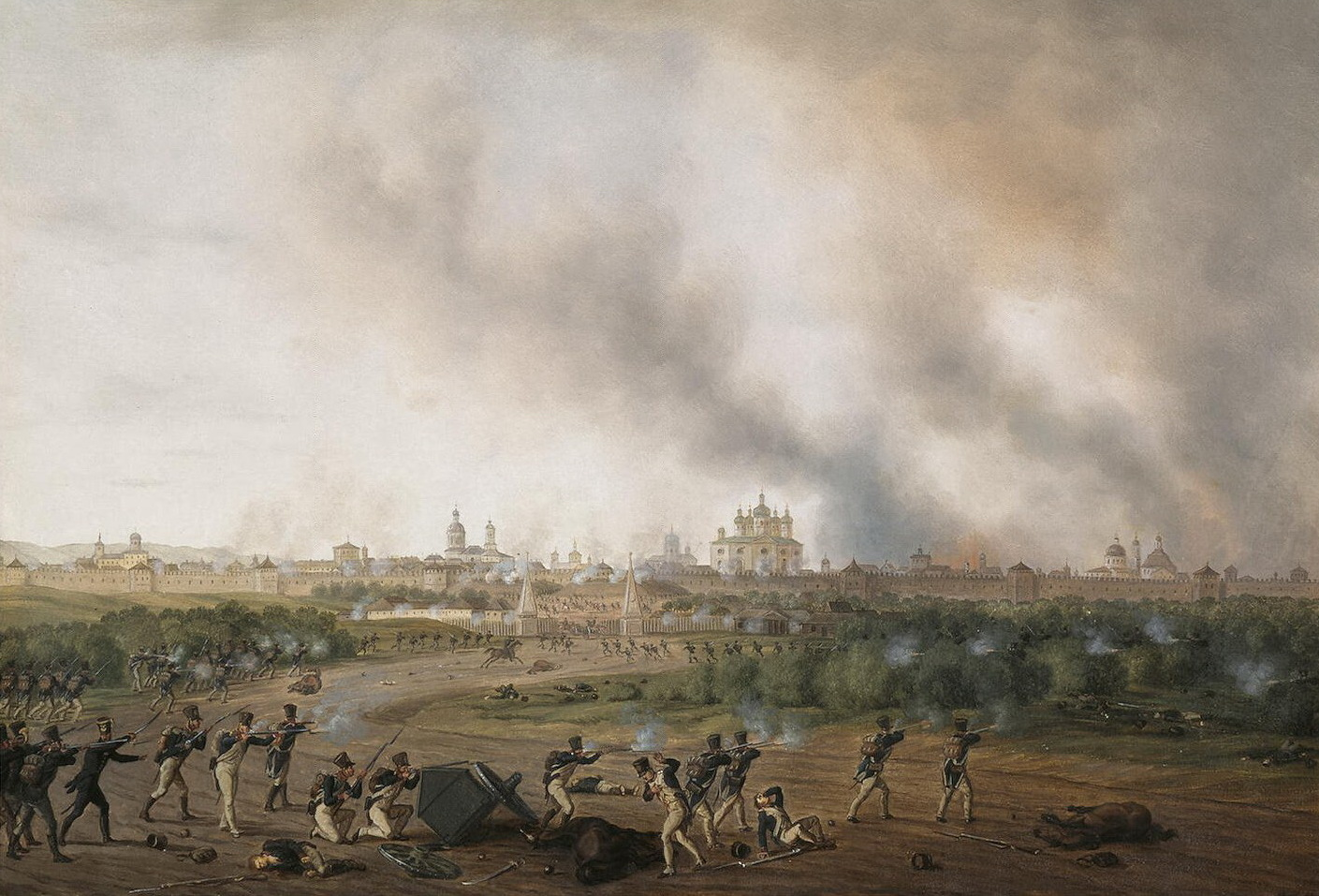
Битва за Смоленск.
Адам, около 1820

Корпус Раевского в ночь с 16 на 17 августа был сменён 6-м корпусом генерала от инфантерии Дохтурова, которому дополнительно придали остающуюся на позициях 27-ю дивизию Неверовского, 3-ю дивизию Коновницына и кавалерию графа Уварова. Войска разместили резервы под прикрытием стен в каменном городе, русская артиллерия в большом числе заняла земляные бастионы перед стенами крепости. Для поддержки обороняющихся на высотах правого берега Днепра были установлены сильные батареи. Город на левом берегу прекрасно просматривался с высот другого берега.
Утром Наполеон, зная о присутствии всей русской армии, ожидал выхода противника в поле для генерального сражения. Когда ему донесли об отходе армии Багратиона, он лично прибыл на Шеин острог наблюдать передвижение русских войск. После этого он приказал найти брод для переправы и последующего удара в стык русских армий с целью их разъединить. После того как броды не были найдены, причём несколько лошадей при разведке утонуло, он приказал начать бомбардировку и в 1 час дня повёл атаку на город с разных сторон. Французы овладели предместьями, однако не смогли продвинуться дальше старой крепостной стены. Наполеон велел артиллерии пробить брешь в стене, но эта попытка не удалась, хотя местами палили из пушек почти в упор. По воспоминаниям графа Сегюра, осколки 12-фунтовых ядер рикошетили в ров перед стеной, вынуждая русских покинуть это укрытие. Снаряды зажгли предместья и постройки в самом городе. Атакующие французы несли большие потери.

Из мемуаров бригадного генерала графа Сегюра:

Развёртывая штурм, наши атакующие колонны оставляли длинный и широкий след из крови, раненых и мёртвых.

Говорили, что один из батальонов, повёрнутый флангом к русским батареям, потерял целый ряд в своём подразделении от единственного ядра. Двадцать два человека пали разом.

Большая часть французской армии наблюдала за штурмом с окружающих высот, кричала и аплодировала атакующим колоннам, стараясь поддержать их морально.
Около 2 часов дня Наполеон приказал польскому корпусу Понятовского атаковать Молоховские ворота и восточные предместья вплоть до Днепра. Поляки легко захватили предместья, но их усилия проникнуть в город остались бесплодными. Понятовский приказал было большой батарее стрелять по мосту на Днепре, чтобы прервать сообщения русских армий, но русская артиллерия из-за реки поддержала городские орудия и заставила поляков прекратить обстрел. По воспоминаниям генерала Ермолова, инспектировавшего в тот день войска в Смоленске, поляки понесли особенно тяжёлые потери от русского артиллерийского огня.

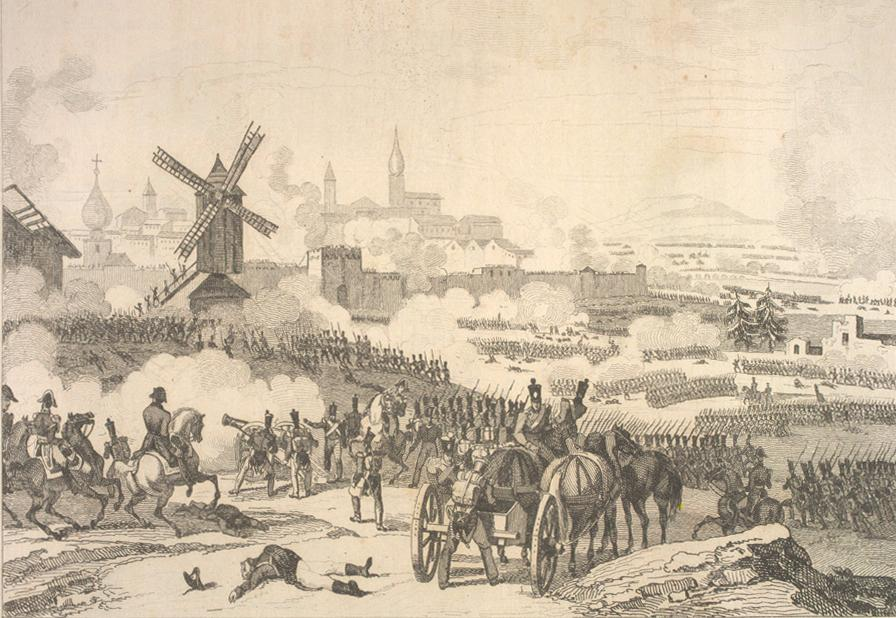
Французские колонны штурмуют Смоленск

Войска корпуса маршала Даву при содействии поляков повели настойчивый приступ против Молоховских ворот, переходя через сухой ров и оттесняя русских в город. Русская армия уже не контролировала предместья, сражалась в пределах крепостных стен. Французы укрылись под стенами от артиллерийского огня, но несли потери от ружейного. На помощь Дохтурову была послана 4-я пехотная дивизия герцога Евгения Вюртембергского, что помогло выправить ситуацию. Егерский полк 4-й дивизии вышел за пределы стен и прицельным обстрелом ослабил натиск французов. В тот день за Смоленск сражалось до 25 тысяч русских солдат. К 8 вечера Наполеон отозвал войска, так и не прорвавшиеся в крепость.
Французы установили против города 100 орудий и открыли бомбардировку. Город загорелся, по улицам двигались повозки тысяч беженцев, покидавших город. В церквях третьи сутки подряд шла служба.
Уже в темноте была отражена ещё одна атака французов. Смоленск и мост через Днепр оставались в руках русских войск. За этот день русские потеряли 4 тысячи человек.

### Действия 18 августа

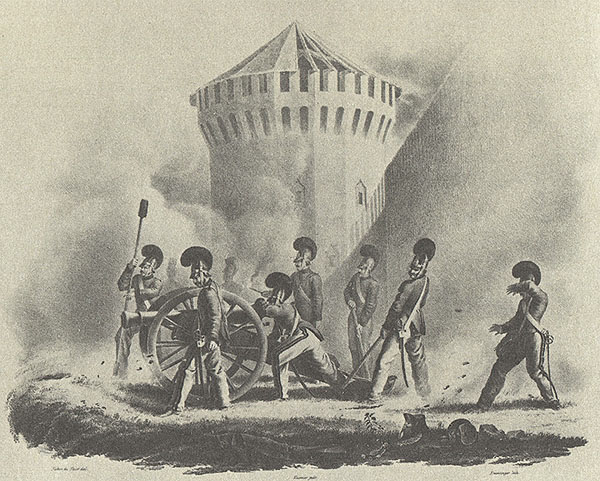
Христиан Фабер-дю-Фор (участник сражения). Около стен Смоленска. 18 августа 1812 года. Вюртембержцы под стенами Смоленска обстреливают Петербургское предместье, расположенное на другом берегу Днепра

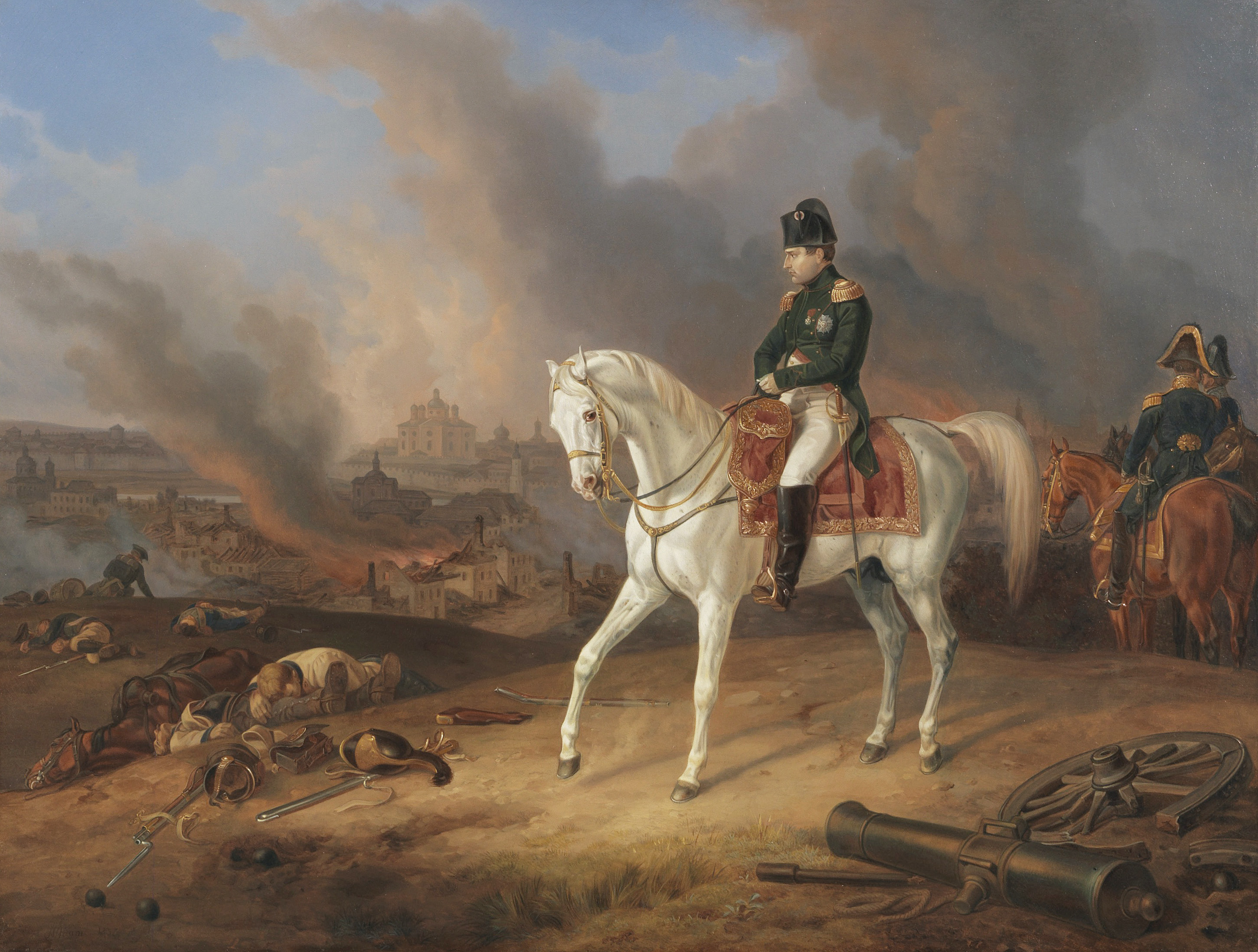
Альбрехт Адам (очевидец сражения). Наполеон на фоне горящего Смоленска.

На военном совете русской армии в ночь с 17 на 18 августа высказывались различные варианты дальнейших действий. Рассматривалось продолжение обороны, а возможно даже наступление на французов. Однако было сочтено нецелесообразным продолжать оборону сгоревшего города.
Клаузевиц комментирует обстановку на 18 августа:

«Барклай достиг своей цели, правда, чисто местного характера: он не покинул Смоленска без боя… Преимущества, которыми располагал здесь Барклай, заключались, во-первых, в том, что это был бой, который никоим образом не мог привести к общему поражению, что вообще легко может иметь место, когда целиком ввязываются в серьёзный бой с противником, обладающим значительным превосходством сил… Потеряв Смоленск, Барклай мог закончить на этом операцию и продолжить своё отступление».

В ночь с 17 на 18 августа 1-я русская армия отошла к северу по дороге к Поречью, а Дохтуров успел очистить Смоленск и уничтожить мост. С утра 18 августа французы под прикрытием артиллерийских батарей перешли Днепр бродом около моста и заняли выгоревшее Петербургское предместье. Русский арьергард безуспешно попытался выбить французов, под охраной которых сапёры быстро восстанавливали мост.
Багратион оставил свою позицию на Валутиной горе и двинулся на Дорогобуж по Московской дороге, к Соловьевой переправе через Днепр, освобождая путь 1-й армии. Армия Барклая-де-Толли выходила на Московскую дорогу кружным путём, сначала на север к Поречью, потом свернула на юг и вышла на Московскую дорогу. Из Смоленска Московскую дорогу прикрывал арьергард в несколько тысяч человек под командой генерал-майора Тучкова 4-го, на который сильно наседал французский авангард под командованием маршала Нея.
Чтобы дать возможность всей 1-й армии выйти на Московскую дорогу, 19 августа Барклай-де-Толли провёл кровопролитное оборонительное сражение у Валутиной горы близ реки Колодни.

## Результаты
Педантично по-военному дал оценку Смоленскому сражению  Карл фон Клаузевиц:

Здесь мог произойти лишь частный бой, который не мог внести изменения в общее положение обеих сторон, выражавшееся в наступлении французов и отступлении русских… Бои под Смоленском, как мы видели, приняли форму и оборот, вполне отвечавшие для русских смыслу кампании 1812 г., однако, даны они были большей частью из побочных сражений и без отчётливого понимания перспектив этой кампании.

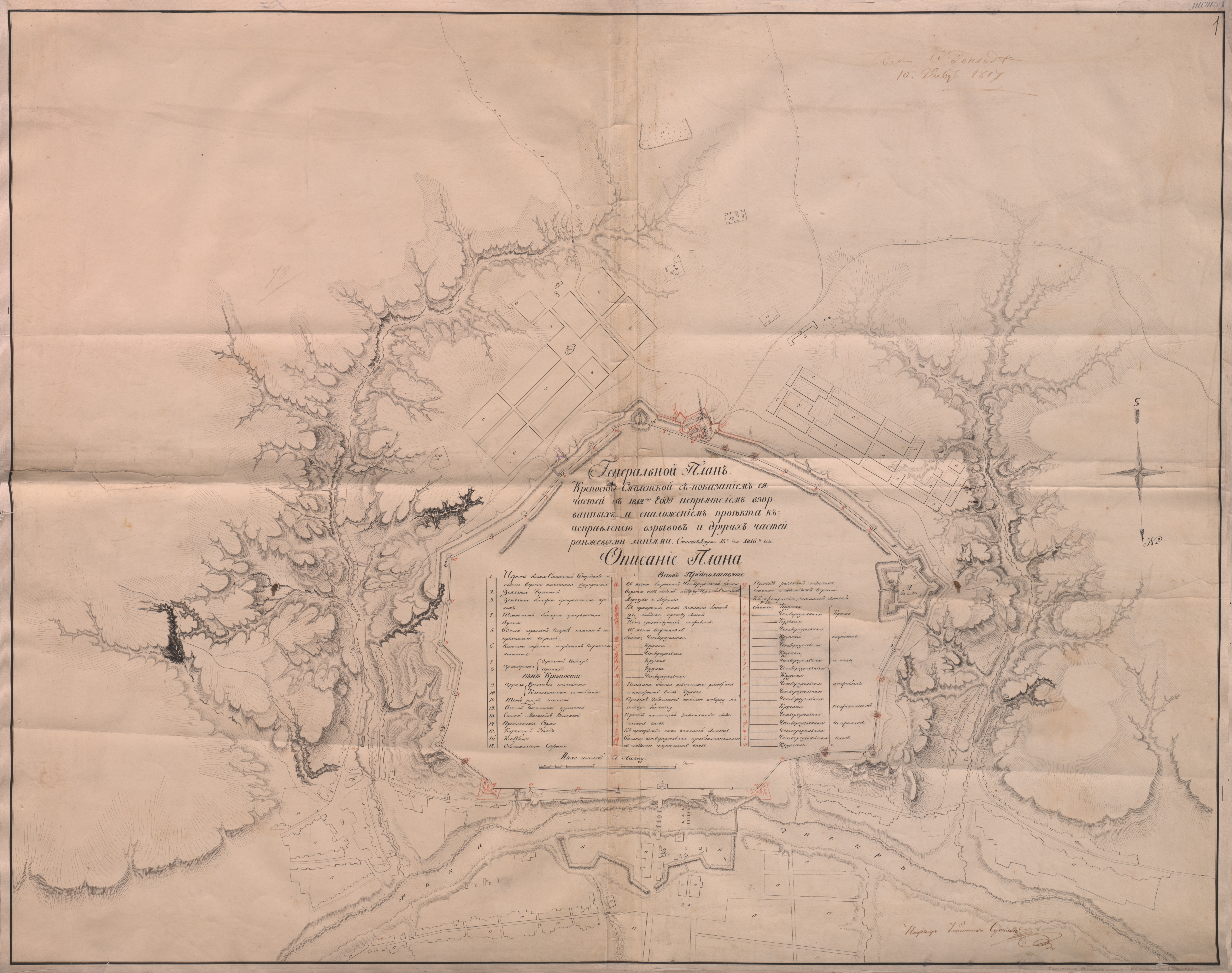
«Генеральный план крепости Смоленской с показанием ея частей в 1812 году неприятелем взорванных и с наложением проекта к исправлению взрывов и других частей ранжевыми линиями» Составлен 15 августа 1816 года инженером капитаном Сусалиным.

20—22 августа разрушенный Смоленск очистили от трупов. Эту неблагодарную задачу Наполеон поручил 8-му Вестфальскому корпусу генерала Жюно как наказание за промедление в сражении у Валутиной горы.
25 августа Наполеон в карете выехал из Смоленска. Уже в Дорогобуже начались пожары; Вязьма была покинута жителями, а через 2 часа после вступления французов и здесь вспыхнули пожары. Гжатск также был совершенно пуст. Вся местность, через которую проходила «Великая Армия», была опустошена отчасти жителями, отчасти самим неприятелем. Именно развёртывание всенародной войны Клаузевиц туманно назвал: «Форма и оборот, вполне отвечавшие для русских смыслу кампании».

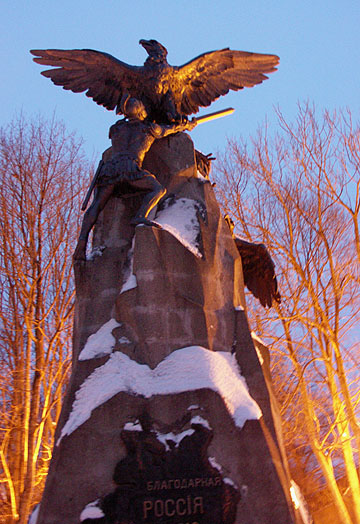
Памятник защитникам Смоленска

В надписи на 8-й стене галереи воинской славы храма Христа Спасителя указано, что русские потеряли в Смоленском сражении 2 генералов убитыми и 4 ранеными, 6 тысяч нижних чинов выбыло из строя. Потери в 6 тысяч солдат приводит и генерал-квартирмейстер полковник Толь. Барклай-де-Толли написал о том, что в наиболее ожесточённый день битвы, 17 августа, русские потеряли 4 тысячи. Если ограничивать Смоленское сражение 16—17 августа и не считать раненых в госпиталях Смоленска (потери в более ранних сражениях), то потери русской стороны согласно достоверным свидетельствам, составляют около 6 тысяч человек. В это число не входит потеря 1500 солдат дивизии Неверовского при отступлении из Красного 14 августа.
По многочисленным воспоминаниям французов, в горевшем Смоленске погибло много русских раненых, эвакуированных в город ранее из разных мест. Оставшиеся в живых были лишены медицинской помощи, так как даже на раненых французов не хватало перевязочных материалов.
Потери французов советские историки указывают в 20 тысяч человек, следуя за Клаузевицем, который дал такую оценку на основании сокращения численности «Великой Армии» за время от Смоленска до Бородино. Оценка Клаузевица считается неточной из-за больших небоевых потерь французской армии на марше. Инспектор смотров при Главном штабе Наполеона, барон Денье, оценил потери Наполеона в 12 тысяч человек. Его показания можно принять за более достоверные, так как через него проходили рапорты корпусных командиров о потерях. Именно на его цифрах основывается наиболее распространённая оценка потерь французской армии при Бородино, хотя она и оспаривается многими историками как заниженная.
Главный французский медик Ларей оценил потери своей армии в 1200 убитых и 6 тысяч раненых, однако его сведения и о потерях при Бородино оказались очень сильно заниженными. Возможно, то же самое наблюдается и при оценке им потерь в Смоленске.
Французская историография оценивает потери Франции в 6—7 тысяч, России — в 12—13 тысяч.
В задней стене Авраамиевого монастыря до наших дней сохранилось ядро, отправленное французскими захватчиками.
В честь Смоленского сражения назван остров Смоленск (Антарктида, Южные Шетландские острова): остров был обследован в 1821 году экспедицией Беллинсгаузена—Лазарева, тогда же было присвоено название; впоследствии на иностранных картах остров стал наноситься под названием остров Ливингстон.